# Zimowe Igrzyska Olimpijskie 2034
Ten artykuł dotyczy przyszłego wydarzenia sportowego. Informacje w nim zawarte zmienią się w przyszłości.
XXVII Zimowe Igrzyska Olimpijskie – przyszłe, międzynarodowe wydarzenie sportowe, które zostanie rozegrane w lutym 2034 roku w Salt Lake City.
29 listopada 2023 roku Międzynarodowy Komitet Olimpijski poinformował, że rozpoczął procedurę „ukierunkowanego dialogu” z kandydaturą Salt Lake City. Miasto to zyskało w ten sposób status „oczekiwanego gospodarza” i stało się jedynym kandydatem do zorganizowania igrzysk w 2034 roku. Ostateczne potwierdzenie wyboru zostało dokonane 24 lipca 2024 roku na sesji MKOl w przededniu igrzysk olimpijskich w Paryżu.
Salt Lake City po raz drugi będzie gospodarzem zimowych igrzysk, poprzednia edycja tych zawodów zorganizowana w stolicy stanu Utah odbyła się w 2002 roku. Będzie to piąta edycja zimowych igrzysk rozegrana w Stanach Zjednoczonych, które gościły poza Salt Lake City jeszcze trzy edycje zimowych igrzysk: w Lake Placid w 1932 i 1980 oraz w Squaw Valley w 1960 roku.

## Wybór gospodarza
Międzynarodowy Komitet Olimpijski, w związku z malejącą liczbą chętnych do organizacji igrzysk, zmienił od 2019 roku procedurę wyłaniania ich gospodarzy. Dotychczasowa procedura, oparta na konkursie, została zastąpiona przez stały dialog między MKOl a krajami zainteresowanymi organizacją igrzysk. Owocem pierwszej fazy dialogu jest rozpoczęcie „ukierunkowanego dialogu” z preferowanym gospodarzem danej edycji. Procedura wyłaniania gospodarzy igrzysk stała się też bardziej elastyczna, gdyż zrezygnowano z zasady wyboru organizatora na 7 lat przed zawodami.
Amerykański Komitet Olimpijski początkowo zgłosił kandydaturę Salt Lake City do zorganizowania igrzysk w 2030 roku. Z powodu bliskości terminu igrzysk olimpijskich w Los Angeles, które odbędą się w 2028 roku, Amerykanie od początku wskazywali, że są bardziej zainteresowani organizacją kolejnej edycji zimowych igrzysk i zorganizują igrzyska w 2030 tylko, jeżeli MKOl nie znajdzie innego kandydata. Ostatecznie MKOl podjął decyzję o łącznym przyznaniu praw do organizacji Igrzysk w 2030 i 2034 roku. 29 listopada 2023 roku „oczekiwanym gospodarzem” igrzysk w 2030 zostały Alpy Francuskie, igrzysk w 2034 roku zaś Salt Lake City. Oznaczało to de facto wybór tych kandydatur na gospodarzy igrzysk, którego ostateczne potwierdzenie nastąpiło latem 2024 roku.

## Obiekty
Zgodnie ze wstępnym planem zaprezentowanym przez organizatorów, prawie wszystkie zawody zostaną rozegrane na obiektach, które były areną olimpijskich zmagań w 2002 roku. Konkurencje rozgrywane pod dachem gościć będzie samo Salt Lake City. Obiektami, na których rywalizować będą olimpijczycy mają być między innymi: Delta Center (łyżwiarstwo figurowe i short track) oraz Utah Olympic Oval (łyżwiarstwo szybkie). Areną konkurencji rozgrywanych na świeżym powietrzu mają być z kolei oddalone o maksymalnie godzinę drogi kurorty narciarskie, takie jak Park City (Utah Olympic Park - bobsleje, saneczkarstwo, skoki narciarskie) i Soldier Hollow (biathlon, biegi narciarskie). Ceremonie otwarcia i zamknięcia igrzysk mają odbyć się na Rice-Eccles Stadium.